# کشته‌شدن مهسا امینی
کشته‌شدن مهسا (ژینا) امینی، رویدادی در تاریخ جمهوری اسلامی بود که خیزش ۱۴۰۱ ایران را برانگیخت و باعث واکنش‌های گسترده‌ای در ایران و جهان شد. مهسا امینی، دختر ۲۲ ساله ایرانی اهل سقز بود که در بازداشت گشت ارشاد جمهوری اسلامی، کشته شد. نام او در شبکه‌های اجتماعی، میلیون‌ها بار تکرار شد و هشتگ مهسا امینی، پرتکرارترین هشتگ فضای مجازی توییتر شد.

## بازداشت و کشته شدن
مهسا (ژینا) امینی دختر ۲۲ ساله اهل سقز بود که در زمانی که در تهران مسافر بود، در عصر روز سه‌شنبه ۲۲ شهریور ۱۴۰۱ در نزدیکی ایستگاه متروی شهید حقانی توسط گشت ارشاد به دلیل بدحجابی بازداشت شد. در این زمان، برادرش کیارش امینی نیز همراه او بود.
مهسا در هنگامی که بازداشت بود در اثر ضربات مأموران گشت ارشاد دچار شکستگی جمجمه شد که سبب انتقال او از بازداشت گشت ارشاد به بیمارستان کسری، نزدیک‌ترین مرکز درمانی به بازداشتگاه شد. در این باره، پلیس تهران در اطلاعیه‌ای مبهم تأیید کرد که زنی به بیمارستان منتقل شده و «به کما» رفته و دلیل آن را «سکته قلبی» عنوان کرد.
هم‌زمان خبر بازداشت و به کما رفتن او در شبکه‌های اجتماعی خبری منتشر شد و پوران ناظمی، فعال مدنی، از افرادی بود که از پلیس ایران درخواست کرد که ویدیوهای دوربین‌های مداربسته در بازداشتگاه را منتشر کند. در این مدت، خبرهایی ضد و نقیض از علت جان‌باختن مهسا امینی منتشر شد.
سرانجام، خانواده مهسا امینی مرگ او را تأیید کردند؛ انتشار این خبر، بیش از پیش، واکنش و خشم عمومی را برانگیخت و بسیاری از کاربران شبکه‌های اجتماعی، چهره‌های سرشناس فرهنگی، هنری و ورزشی، انتقاد و اعتراض کردند.
مراسم خاکسپاری مهسا امینی، یک روز پس از اعلام خبر درگذشت او با حضور مردم و در وضعیتی امنیتی در آرامستان آیچی سقز برگزار شد.

### روایت‌ها

#### روایت شاهدان عینی
یکی از افرادی که خود از بازداشت‌شدگان بود و در همان ون گشت ارشاد، همراه مهسا امینی در حال انتقال به بازداشتگاه وزرا بود، به خبرنگار رادیو زمانه گفت:
 «در طول مسیر میان بازداشت‌شدگان و مأموران جروبحث شدیدی شکل گرفت که من و خانم امینی هم از جمله کسانی بودیم که به بازداشت خود اعتراض کردیم.»
 «در خلال این جروبحث‌ها مأموران با خشونت فیزیکی سعی داشتند تا همه ما را ساکت کنند. در همین حین بود که خانم امینی هم مورد ضرب و شتم قرار گرفت اما او تا رسیدن به بازداشتگاه وزرا کماکان هوشیاری داشت، اگرچه که از لحاظ جسمی بسیار بی‌حال بود.»
یکی دیگر از شاهدان عینی که در نقطه دیگری از تهران بازداشت شده و در همان زمان به بازداشتگاه وزرا انتقال یافته بود، دربارهٔ وضعیت پیش‌آمده در این بازداشتگاه - که منتهی به انتقال مهسا امینی به بیمارستان شد - به «زمانه» گفت:
«من به اتفاق ده‌ها دختر دیگر در سالن بزرگی در بازداشتگاه وزرا بودیم که پس از چند دقیقه، متوجه شدیم یکی از دخترها حالش خوب نیست. چند نفری بودیم که از مأموران آنجا خواستیم به وضعیت این دختر رسیدگی کنند و پس از بی‌توجهی مکرر مأموران، بر سر آن‌ها فریاد زدیم؛ زیرا خانم امینی، رنگ به رخساره نداشت و بسیار ناخوش‌احوال بود. رفته‌رفته، دیگر افراد بازداشتی هم به ما پیوستند و درخواست کمک برای مهسا امینی را داشتند.»
 «مأموران کاملاً به موضوع، بی‌تفاوت بودند تا جایی که یکی از آن‌ها خطاب به ما گفت «هندی‌بازی درنیاورید؛ ما شما را می‌شناسیم و خودمان این کارها را تدریس می‌کنیم!» اما من و دیگر بازداشت‌شدگان، دست از اعتراض برنداشتیم تا جایی که مأموران با خشونت تمام به سمت ما حمله‌ور شدند و با باتون و گاز فلفل، ما را مورد ضرب و شتم قرار دادند. از جمله کسانی که در این حین، او هم مورد آسیب قرار گرفت این خانم بود که پس از آن تقریباً از هوش رفت.»
این شاهد عینی وضعیت داخل بازداشتگاه وزرا را در این دقایق این‌طور توصیف کرد:
«بعد از اینکه حال مهسا را دیدند، چند نفر از مأموران به سراغ او آمدند. دو مأمور تلاش کردند تا او را از این شرایط دربیاورند؛ یکی از آن‌ها دستش روی سینه مهسا بود و به نظر می‌رسید قصد داشت ماساژ قلبی به او دهد و دیگری هم دست و پاهای او را می‌مالید. ما هم در این حین از شدت ترس جیغ می‌زدیم؛ آن‌ها گوشی همه ما را گرفتند و سعی می‌کردند جلوگیری کنند تا کسی فیلم و عکسی نگرفته باشد.»
 «با تأخیر بسیار، آن‌ها سرانجام مهسا را با آمبولانس به بیرون انتقال دادند؛ جالب اینکه در این وضعیت که آمبولانس به داخل آمده بود و فضا بسیار متشنج و شلوغ بود کلید آمبولانس هم برای دقایقی گم شده بود که حتی از بازداشتی‌ها برای یافتن آن کمک خواستند و درنهایت با تأخیر بسیار، این دختر را با آمبولانس به بیرون بردند.»

#### روایت نیروی انتظامی
دو روز پس از ادعای سکته مغزی و حمله قلبی مهسا امینی در ساختمان پلیس امنیت اخلاقی خیابان وزراء تهران، نیروی انتظامی جمهوری اسلامی در اطلاعیه‌ای بدرفتاری با او را «اخبار و ادعاهای رسانه‌های معاند دربارهٔ این حادثه» خواند و آن را رد کرد. واکنشی که کاربران شبکه‌های اجتماعی آن را «سناریوی تکراری» خواندند.
در اطلاعیه پلیس پایتخت دربارهٔ مهسا امینی، بدون ذکر نام او، آمده است: «خانمی برای «توجیه و آموزش» به یکی از بخش‌های پلیس تهران بزرگ هدایت شده بود که «ناگهان» در جمع سایر افراد هدایت شده، «به‌طور ناگهانی» دچار عارضه قلبی شد».
چندین پزشک با بررسی عکس‌ها و ویدئوهای منتشر شده از مهسا امینی در شبکه‌های اجتماعی گفتند که با توجه به جراحات مشهود در صورت و خونریزی از گوش او، عامل بستری شدن به هیچ وجه مشکل قلبی نمی‌تواند بوده باشد بلکه برخورد جسمی سنگین باعث این شکل از آسیب‌دیدگی شده است. همچنین در بررسی که شماری از پزشکان مستقل با مشاهده سی‌تی‌اسکن مغزی او و بررسی وجود خون در ریه او انجام دادند، ثابت شده است که ضرباتی شدید به سر او وارد شده است که این بررسی، ادعای حکومت ایران را کاملاً رد می‌کند.
پدر مهسا نیز با اشاره با آثار ضرب و جرح در جاهای مختلف بدن او در رد این ادعای پلیس گفت: «دخترم هیچ‌گونه مشکلی نداشت و او را از بین بردند. من به همه می‌گویم که درخواست رسیدگی دارم.» دیگر بستگان او نیز با اشاره به این ادعا، این گفته‌ها را تکذیب کردند و پلیس ایران را قاتل او خواندند. دایی او ادعای بیماری قلبی او را دروغ محض خواند و گفت او کاملاً سالم بوده است. مادر او نیز در اشاره به به قتل رسیدن او توسط پلیس گفت: «فرشته من را کشتند».
همچنین متخصص‌های رادیولوژی، نورولوژی، جراحی مغز و اعصاب و طب اورژانس که به مهسا امینی در بیمارستان رسیدگی می‌کردند از سوی حکومت ایران تهدید شده‌اند که اگر نظر علمی درمورد سی‌تی‌اسکن او بدهند، پروانه طبابت آنها باطل می‌شود و برخی از آنها در این مورد تهدید جانی شده‌اند.

#### اظهارات خانواده امینی
- به گفتهٔ کیارش امینی (برادر مهسا امینی) هنگامی که اعضای خانواده برای پیگیری وضعیت وی به بازداشتگاه پلیس امنیت اخلاقی در خیابان وزرا مراجعه می‌کنند، با جمعیتی نزدیک به ۶۰–۷۰ نفر دیگر از خانواده‌هایی مواجه می‌شوند که همانند آن‌ها برای پیگیری وضعیت فرزندانشان به آن مکان آمده بودند. به گفتهٔ وی مأموران انتظامی با این جمعیت از طریق گاز اشک‌آور و باتون برخورد کرده است.[۵]
- به گفتهٔ کیارش امینی، خانواده امینی و شخص او زیر فشار نیروهای امنیتی جمهوری اسلامی قرار دارند.[۵]
- امجد امینی، پدر مهسا گفت: «او نه صرع داشت، نه بیماری قلبی. بیشترین بیماری‌ای که داشته سرماخوردگی بوده. همه این‌ها را از خودشان درآورده‌اند.»[۱۳]
- دایی مهسا امینی به نشریه اینترنتی فراز گفت: «فرمانده پلیس گفت نگران نباشید، سپرده‌ایم ناهار و شام به شما بدهند! بهش گفتم این مشکل حل شدنی نیست؛ امروز نوبت دختر ما بود، فردا نوبت دختری دیگر است».[۱۴][۱۵]

### گزارش کمیته حقیقت‌یاب سازمان ملل
کمیته حقیقت‌یاب سازمان ملل در گزارشی که به‌تاریخ هشتم مارس ۲۰۲۴ منتشر شد، اعلام کرد پس از بررسی‌های انجام‌شده، برای کمیته محرز شده است که که حکومت جمهوری اسلامی به‌دلیل اعمال خشونت فیزیکی در هنگام بازداشت، در موضوع مرگ مهسا امینی مجرم است.

## اعتراضات

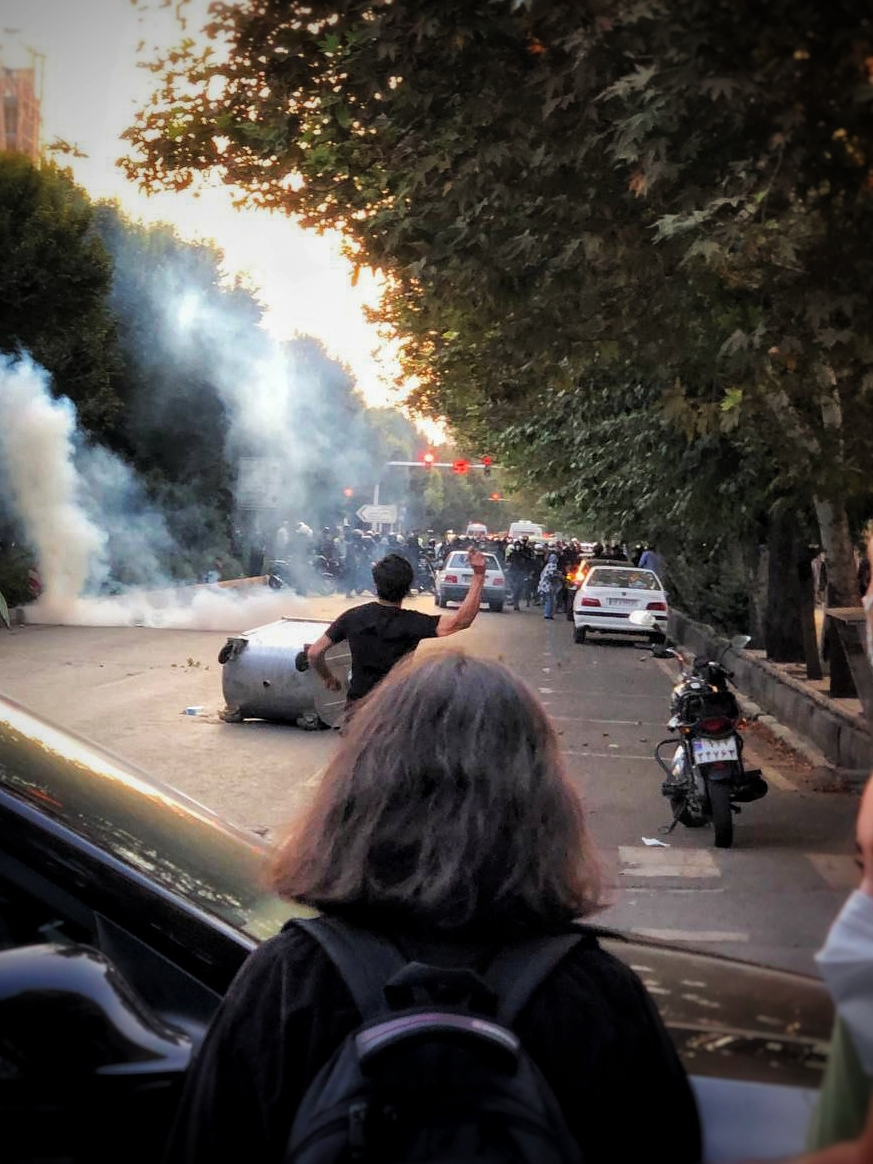
نمایی از اعتراضات سپتامبر ۲۰۲۲ در بلوار کشاورز تهران

با اعلام خبر درگذشت مهسا امینی جمعیتی تلاش کردند مقابل بیمارستان کسری تجمع کنند. در ویدیوهایی که در شبکه‌های اجتماعی منتشر شد، نیروهای انتظامی و امنیتی سعی کردند از تجمع مردم جلوگیری کنند. تجمعاتی در برخی شهرها برگزار شد و مردم در خیابان‌ها و در محلات مختلف اعتراض خود را نشان دادند. مشهد، سنندج و تهران از جمله شهرهایی بودند که اعتراضات در آن‌ها به درگیری با مأموران امنیتی انجامید.
شماری از زنان ایرانی در اعتراض به جان باختن مهسا امینی، موهای خود را مقابل دوربین تراشیده یا کوتاه کرده و شماری دیگر روسری‌هایشان را آتش زدند.
با شدت گرفتن اعتراضات، پلیس ایران تصاویر دوربین مداربسته مربوط به لحظه‌ای را که مهسا امینی بیهوش می‌شود، منتشر کرد و صدا و سیمای جمهوری اسلامی ایران آن را پخش کرد. این تصاویر نکات مبهمی داشت و تقطیع شده بود. برخلاف معمول تصاویر دوربین‌های مدار بسته، روی این تصاویر هیچ تاریخ و ساعتی درج نشده و تقطیع شده منتشر شده بود.

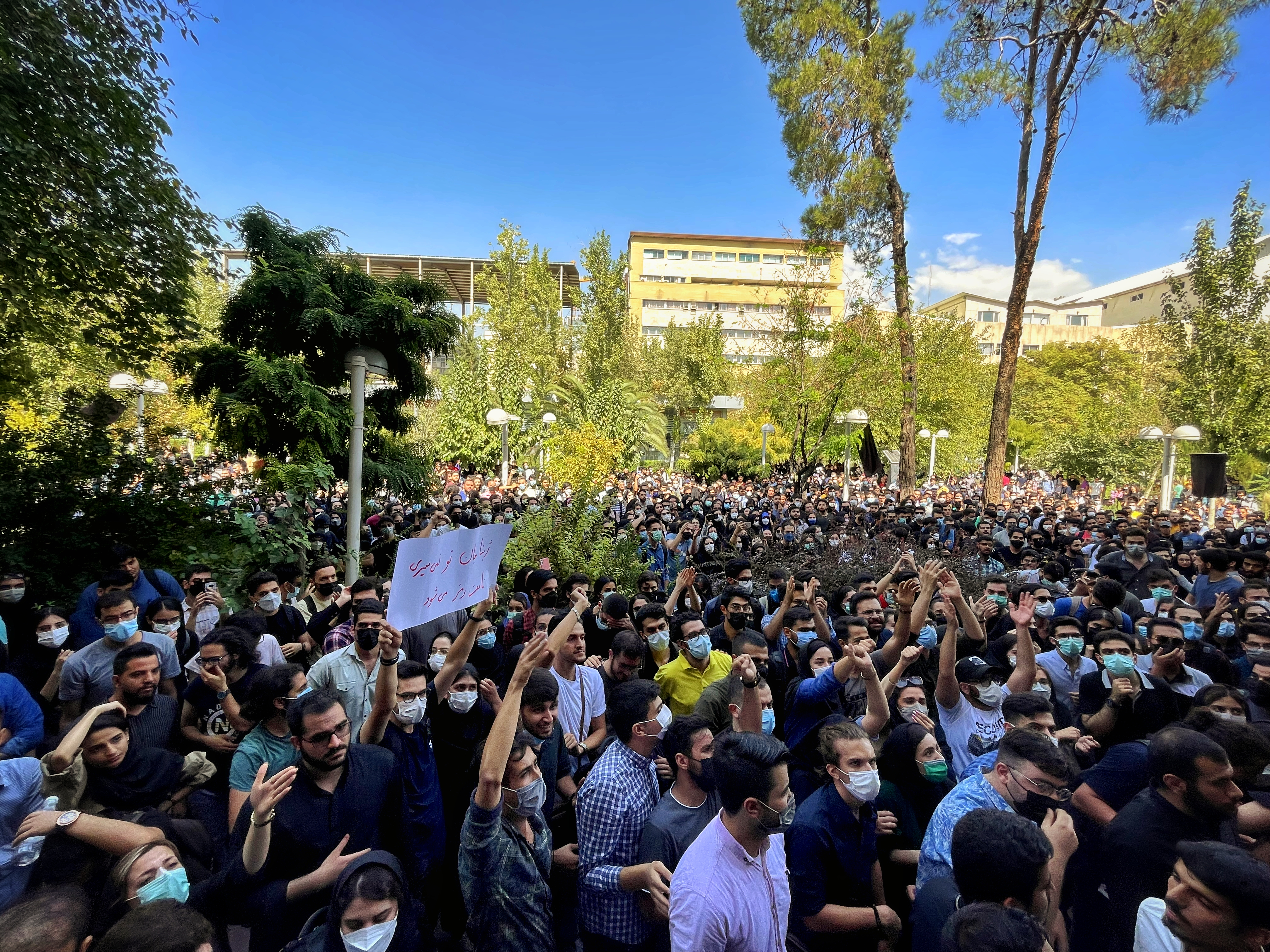
تظاهرات در دانشگاه امیرکبیر

## واکنش‌ها
پیش از اعلام مرگ مهسا امینی، ابراهیم رئیسی، رئیس‌جمهور ایران، به وزیر کشور دستور داد که واقعه پیش آمده برای مهسا امینی را پیگیری و بررسی کند. سپس خبرگزاری قوه قضاییه ایران اعلام کرد با دستور دادستان تهران کارگروه ویژه پزشکی قانونی تشکیل شده تا دربارهٔ وضعیت او تحقیق شود.
حسین رحیمی، فرمانده انتظامی تهران بزرگ در نشستی خبری در توضیح مرگ مهسا امینی گفت «هیچ قصوری از سوی پلیس صورت نگرفته و همه گفته‌ها دربارهٔ علت مرگ خانم امینی کذب محض است».
در واکنش به ادعاهای پلیس، دایی او در مصاحبه با روزنامه اعتماد، چاپ تهران، شایعات دربارهٔ بیماری قلبی او را دروغ محض خواند و گفت که او کاملاً سالم بوده است. او گفت هنگام بازداشت خانم امینی «برادر مهسا آنجا بوده و وقتی خواسته مقاومت کند و اجازه ندهد گاز اشک‌آور زده و آنها را پراکنده کرده‌اند.»
از لحظه‌ای که خبر جان باختن مهسا امینی رسانه‌ای شد، مقام‌های حکومت ایران تلاش کردند نظام قضایی، اجرایی، قانونگذاری و امنیتی ایران را در قبال این حادثه پاسخگو و حساس نشان دهند و فضای خبری را به اصطلاح از آن خود کنند.
خبر جان باختن مهسا امینی با بازتاب گسترده‌ای در سطح بین‌المللی و مقام‌های رسمی روبه‌رو شد. موجی کم‌سابقه از واکنش‌ها در شبکه‌های اجتماعی به اشکال مختلف منتشر شد؛ از خشم و انتقادهای شدید علیه حکومت «جمهوری اسلامی» گرفته تا اطلاع‌رسانی به زبان‌های مختلف و شرح آنچه رخ داده در مقابله با روایت‌های رسمی و تبلیغاتی که از سوی طرفداران حکومت ایران منتشر می‌شود.

## سالگرد
در آستانه سالگرد مهسا امینی و سالگرد آغاز اعتراضات ایران، فشار نهادهای امنیتی بر خانواده‌های دادخواه، فعالان سیاسی و مدنی، استادان دانشگاه، دانشجویان معترض و فعالان صنفی کارگری و فرهنگی افزایش پیدا کرد و بسیاری از آنها بازداشت یا تهدید شدند.
مژگان افتخاری و امجد امینی، مادر و پدر مهسا امینی روز ۱۷ شهریور ماه با انتشار متنی اعلام کردند که در «سالیاد شهادت» فرزندشان، بر آرامگاه او در آرامستان آیچی سقز «مراسم سنتی و مذهبی سالگرد ژینا» را برگزار می‌کنند. پدر و عموی مهسا امینی بعداً توسط نیروهای امنیتی دستگیر شدند و به قبر مهسا امینی هم هتک حرمت شده و اعضای خانواده از عزاداری منع شدند.
فضای بسیاری از شهرهای ایران همزمان با سالگرد مهسا امینی به شدت امنیتی شد و نیروهای یگان ویژه و نیروهای امنیتی و انتظامی در سطح بسیاری از خیابان‌ها و میدان‌های شهرهای بزرگ به ویژه تهران، کرج و سقز مستقر شدند. همچنین بازداشت فعالان سیاسی و اعضای خانواده کشته‌شدگان اعتراضات جنبش زن، زندگی، آزادی شدت گرفت. همزمان تعدادی از زندانیان سیاسی از جمله علی یونسی، امیرحسین مرادی، سعید مدنی، مهدی محمودیان، مصطفی تاج زاده، حسین رزاق و محمد نجفی اعلام اعتصاب غذا کردند.
در آستانه سالگرد، کمیته حقیقت‌یاب سازمان ملل در مورد سرکوب معترضان در ایران، در گزارش جدید خود اعلام کرد که سطح تحقیقات دولتی انجام شده در ایران دربارهٔ مرگ مهسا امینی «بسیار پایین‌تر» از استانداردهای بین‌المللی، از جمله در موضوع لزوم استقلال و شفافیت بوده است.
ساعات پایانی جمعه ۲۴ شهریور با شعارهای شبانه مردم علیه سید علی خامنه‌ای، رهبر جمهوری اسلامی ایران، در تهران و شهرهای مختلف همراه شد و جاده بانه به سقز، زادگاه و محل دفن مهسا امینی، بسته شده و حضور نیروهای امنیتی در این شهر و اطراف خانه مادری او سنگین‌تر شد.